# Gahania
Gahania is een kevergeslacht uit de familie van de boktorren (Cerambycidae). De wetenschappelijke naam van het geslacht werd voor het eerst geldig gepubliceerd in 1907 door Distant.

## Soorten
Gahania omvat de volgende soorten:
- Gahania brunnea Quentin & Villiers, 1970
- Gahania karooensis Adlbauer, 1998
- Gahania orientalis Quentin & Villiers, 1970
- Gahania simmondsi Distant, 1907
- Gahania thompsoni Quentin & Villiers, 1970